# Manchester Uniteds historie (1945-1969)
 For alternative betydninger, se Manchester Uniteds historie. (Se også artikler, som begynder med Manchester Uniteds historie)
Manchester Uniteds historie fortsætter i 1945, da Matt Busby blev udnævnt som manager i en alder af bare 36 år. Han havde kort før stoppet som aktiv fodboldspiller, efter at have spillet i Liverpool F.C. og Manchester City. Han var forud for sin tid, og menes at være den første træner, som aktivt har været en af træningerne. En serie nyankomne kom til efter ansættelsen af Matt Busby. En eks-spiller som Jimmy Delaney kom til klubben, og han grundlagde klubbens akademi, som senere skulle give klubben succes. 
Ligafodbolden blev startet op igen til sæsonen 1946-47 efter 2. verdenskrig og United endte på en andenplads. Dette gentog de to gange. De vandt FA Cuppen i 1948. Old Trafford var stort set ødelagt på dette tidspunkt pga. 2. verdenskrig. Derfor spillede klubben deres kampe på Maine Road, sammen med Manchester City fra 1945 til 1949. 
Efter at have ventet i 41 år, kom ligasuccesen endelig i 1952, da United, ledet af Johnny Carey, knuste andenpladsen 6-1 i sidste spillerunde og endte fire point foran Arsenal og Tottenham. Men holdet med Johnny Carey begyndte at blive ældre, og et nyt hold måtte bygges op. 

## The Busby Babes
Matt Busby tog en radikal, anderledes vej end de konkureende klubber. Frem for at købe verdensstjerner, købte han i stedet unge spillere. I løbet af fem år købte han to spillere fra andre storklubber, wingen John Berry fra Birmingham og spidsen Tommy Taylor fra Barnsley. 
The Busby Babes var en af de allerbedste perioder i klubbens historie. De endte på en andenplads i 1954, femteplads i 1955, før de endelig knuste al modstand i 1955/56, efter at have vundet med 11 point ned til det næste hold. 
Mesterskabet blev forsvaret i 1957, selvom håbet om The Double blev knust med et nederlag i finalen mod Aston Villa. 

## Genopbygning
Jackie Blanchflower og Johnny Berry var begge så skadet efter flyulykken at deres spillerkarriere var ovre. Matt Busby var på sygehuset i to måneder. I starten var hans muligheder for at overleve ikke andet end 50-50. 
Mens Matt Busby var på hospitalet, tog hans assistent Jimmy Murphy over som den førende leder. I sæsonen efter ulykken endte de på 9. pladsen. I samme sæson kom de dog til FA Cup-finalen, hvor de dog tabte til Bolton. Til slutningen af sæsonen tilbød UEFA FA muligheden for, at både Wolmerhampton og Manchester United kunne komme med i Europa Cuppen, men FA takkede nej tak. 
En periode med genopbygning efterfulgt af flere væsentlige køb af spillere var i gang, herunder Denis Law, Pat Crerand og Noel Cantwell. Holdet var ustabilt, men trods en svag 19. plads i 1962-63 sæsonen, lykkedes det United at slå Leicester City 3-1 på Wembley i FA Cup finalen.

## Midten af 60'erne
1963 var debutåret for George Best og fuldførte derfor trioen Charlton, Law og Best, som skulle drive Manchester United til triumferende højder. United endte på 2. pladsen i den sæson, og vandt så ligaen i 1963/64 efter bedre målforskel end Leeds. Genopbygningen var komplet: Bobby Charlton og Bill Foulkes var dog de eneste overlevende fra München-ulykken på holdet.
Den sæson var også betydningsfuld på andre måder, da England skulle være værter for VM i fodbold 1966 og havde annonceret, at Old Trafford skulle være et af stadionerne, som skulle opgraderes på regeringens regning. To af Uniteds spillere skulle spille for England i finalen, da de slog Vest-Tyskland 4–2. United vandt endnu et mesterskab i 1966/67, som kvalificerede dem til Europa Cuppen sæsonen efter. 

## Vinder af Europa Cup (1967/68)
United vandt i denne sæson Europa Cuppen, efter at have spillet 4-1 i finalen. United blev det første hold i England til at vinde Europa Cuppen. 
Matt Busby blev senere adlet for sine bedrifter.

## Slutningen på en epoke
Med en lunken 11. plads sæsonen efter, trak Matt Busby sig, for derefter at blive administerende direktør.